# Mańki
Mańki (niem. Manchengut) – wieś w Polsce położona w województwie warmińsko-mazurskim, w powiecie olsztyńskim, w gminie Olsztynek.
W latach 1954–1959 wieś należała i była siedzibą władz gromady Mańki, po jej zniesieniu w gromadzie Biesal. W latach 1975–1998 miejscowość administracyjnie należała do województwa olsztyńskiego.
Wieś położona w lesistym i pagórkowatym krajobrazie pojeziernym, na szlaku łączącym Olsztynek z Morągiem, 8 km na północ od Olsztynka. W pobliżu wsi jest niewielkie jezioro. We wsi jest sklep, szkoła, remiza strażacka, kościół i poczta.

## Historia

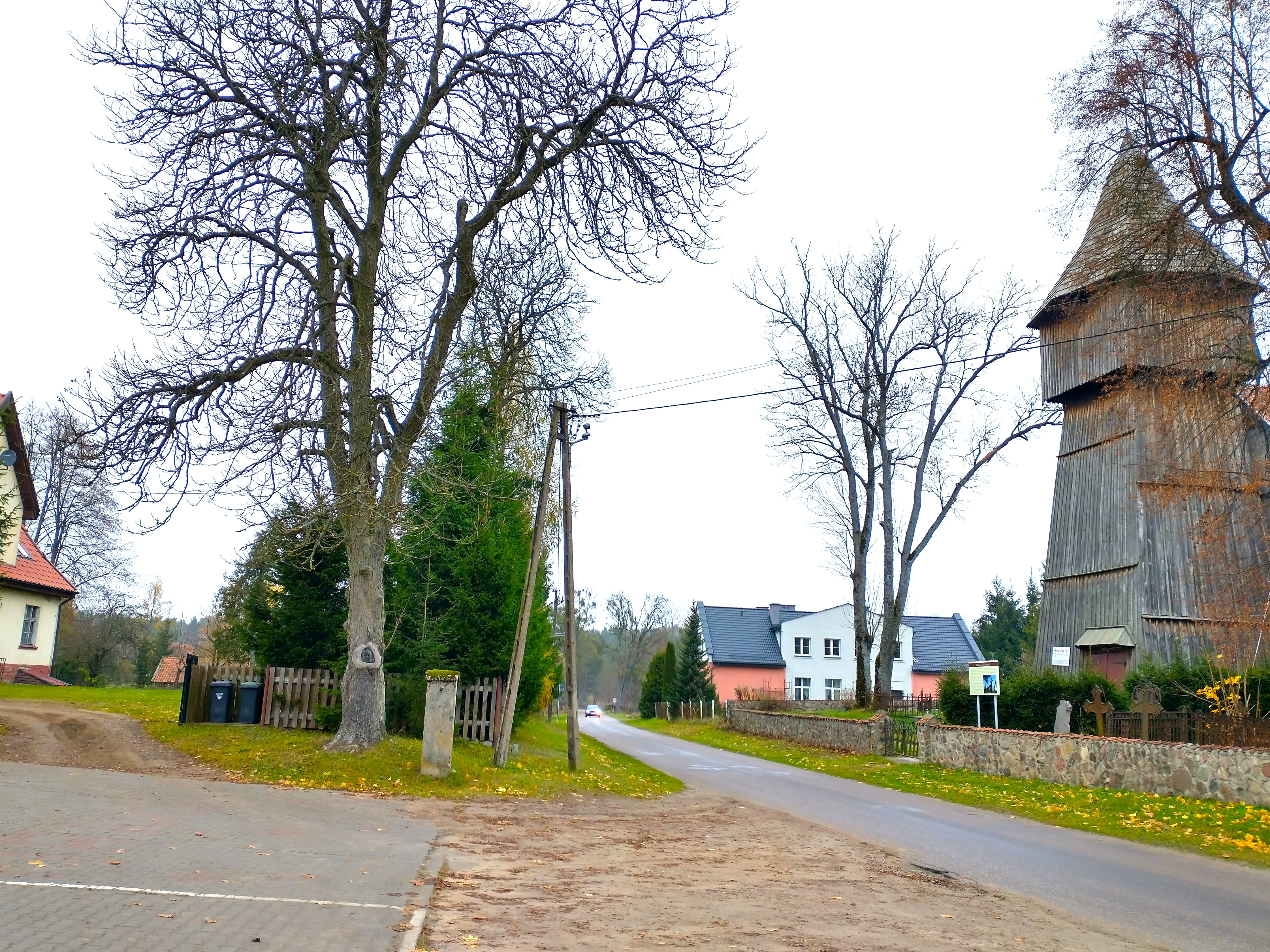
Fragment wsi z kościołem

W czasach krzyżackich wieś pojawia się w dokumentach w roku 1344, podlegała pod komturię w Olsztynku, były to dobra krzyżackie o powierzchni 60 włók. W czasie wojny polsko-krzyżackiej, w 1410 r. uległa zniszczeniu. Wieś lokowana w 1340 roku na prawie chełmińskim, na 60 włókach, przez komtura dzierzgońskiego Aleksandra von Kornre. Nadanie otrzymali: Maneke, Nausete i Jone. Nazwa wsi wzięła się od imienia najstarszego z zasadźców. W 1344 wieś podlegała pod komturstwo w Ostródzie (wykazywano 60 łanów). W 1397 r. komtur ostródzki, Gernold Mench, odnowił przywilej lokacyjny, zakładając wieś kościelną. Na potrzeby kościoła i parafii przeznaczono 4 włóki. Kościół w 1525 r. przeszedł w ręce ewangelików.. W 1594 r. wybudowano nowy kościół. Drewniana wieża (dzwonnica) z ośmiobocznym gontowym dachem, zbudowana przez cieślę Hansa Weicherta, pochodzi z 1685 r. (Wierna kopia wieży znajduje się w skansenie w Olsztynku, przy kopii kościoła z Rychnowa). Kolejną przebudowę i odnowienie kościoła wykonano w 1770 r. (obecnie istniejący).
Szkoła państwowa w Mańkach powstała w 1880 roku. W 1939 w Mańkach mieszkało 248 ludzi. Po drugiej wojnie światowej pozostało część ludności mazurskiej, która z biegiem lat wyjeżdżała na stałe do Niemiec. Na ich miejsce osiedlono kilkanaście rodzin ukraińskich, wywiezionych z Bieszczadów w ramach akcji „Wisła”.
W roku szkolnym 1946/47 w szkole w Mańkach był tylko jeden nauczyciel, a dzieci uczyło się w tym czasie 102. Od 1954 w Mańkach znajdowała się siedziba gromady, a wieś znajdowała się w powiecie ostródzkim. W 1955 Mańki podlegały pod urząd stanu cywilnego w Biesalu. W 1960 r. zlikwidowano gromadę w Mańkach. Około 1970 roku wyremontowano i rozbudowano budynek szkolny.
W 1987 r. zmarł ostatni pastor tutejszej parafii ewangelickiej, Józef Kułak. Został pochowany na cmentarzu przykościelnym. W 1991 r. kościół przejęty przez katolików po kilkuletnim użytkowaniu przez wyznawców prawosławia, został wyremontowany w 1992 r. W 1997 roku w Mańkach mieszkały 104 osoby, w 2005 już tylko 96 osób.

## Zabytki
- we wsi znajduje się kościół ewangelicki, zbudowany w roku 1685 a rozbudowany w 1770. W kościele znajdują się namalowane na balustradach nazwiska poległych w czasie pierwszej wojny światowej mieszkańców parafii[5], z miejscowości: Kąpity (Kompitten), Biesal (Biessellen), Tomaszyn (Tomascheinen), Mańki (Manchengut), Mycyny (Meitzen), Zezuty (Sensutten), Gębiny (Heinrichsdorf), Makruty (Makrauten), Spoguny (Spogahnen), Guzowy Piec (Gusenofen), Witułty (Witulten), Jadaminy(Adamsgut), Samagowo (Sabangen), Śródka (Mittelgut), Zezuj (Sensujen). Z dwóch dzwonów jeden pochodzi z 1845 roku.
- obok kościoła znajduje się stary, mazurski cmentarz z XVII wieku. Na przykościelnym cmentarzu znajduje się mogiła pięciu żołnierzy armii niemieckiej, poległych w 1914 r.